# Chalinus
Chalinus (лат. , от др.-греч. χᾰλῑνός «уздечка, путы») — род перепончатокрылых насекомых из реликтового семейства оруссиды (Orussidae). Около 10 видов.

## Ареал
Африка (южная, западная, восточная и центральная), Западная Палеарктика (Израиль).

## Описание
Среднего размера оруссиды, длина от 8 до 23 мм. Основная окраска зелёная или голубовато-зелёная металлически блестящая. Лабиомаксиллярный комплекс ротовых органов сильно редуцирован, состоит из одного нижнечелюстного и одного нижнегубного члеников. Биология почти неизвестна, кроме информации о том, что вид C. somalicus был выведен из растения Rinorea conval-lariiﬂora (Violaceae), заражённого жуками-усачами Cerambycidae. Монофилия рода твёрдо установлена филогенетическими исследованиями, подтверждена уникальными признаками таксона (наличием полностью развитого продольного киля на передних голенях и другими признаками), так что его иногда выделяют в отдельное подсемейство Mocsaryinae или, как минимум, в трибу Mocsaryini (вместе с родом Mocsarya).
Таксон Chalinus был впервые выделен в 1897 году немецким гименоптерологом Фридрихом Вильгельмом Коновым (Friedrich Wilhelm Konow, 1842—1908) на основании типового вида Chalinus plumicornis  (Guérin-Menneville, 1848) (ранее описанного как Orussus plumicornis Guérin-Menneville, 1848. Морфологически и филогенетически близок к роду Mocsarya Konow, 1897. Около 10 видов.
- Chalinus albitibialis Vilhelmsen, 2005 — Марокко[5]
- Chalinus berlandi Guiglia, 1935 — Демократическая Республика Конго[6]
- Chalinus braunsi (Enslin, 1911) — Ботсвана, Зимбабве, Мозамбик, ЮАР[7]
- Chalinus haugi du Buysson, 1902 — Габон[8]
- Chalinus imperialis (Westwood, 1874)[9]
- Chalinus orientalis  Guiglia, 1937 — Танзания[10][11]
- Chalinus purpureiventris Cameron, 1912 — Демократическая Республика Конго[12]
- Chalinus somalicus Guiglia, 1935 — Кения, Сомали[13]
- Chalinus timnaensis Kraus, 1998 — Израиль, ЦАР, Кот-д’Ивуар, Либерия, Нигерия[14]